# قائمة كسوفات الشمس في القرن الحادي والعشرين
كُسُوفُ الشَّمْس هو حدثٌ فَلَكيّ تُحجَب فيه الشمس عن جزء أو كل الأرض، فتكون الشمس والقمر والأرض على استقامة واحدة. خلال موسم الكسوف في طور القمر الجديد، عندما يكون المستوى المداري للقمر هو الأقرب إلى مستوى مدار الأرض. خلال القرن الحادي والعشرين من المتوقع حدوث 224 كسوفًا شمسيًا، منها 77 كسوفًا جزئيًا، و 73 كسوفًا حلقيًا، و68 كسوفًا كليًا و7 كسوفات هجينة (بين الكسوف الكلي والحلقي)، من بين هذه الكسوفات سيكون هناك كسوفان حلقيان وكسوف واحد كلي غير مركزي، بمعنى أن مركز (محور) ظل القمر سيغيب عن الأرض (انظر غاما). من المتوقع أن يشهد القرن الحادي والعشرين أكبر عدد من الكسوفات في عام واحد هو أربعة في الأعوام 2011، 2029، 2047، 2065، 2076، 2094. التنبؤات المذكورة في هذه القائمة مصدرها فريد إسبيناك من مركز غودارد لرحلات الفضاء التابع لناسا.

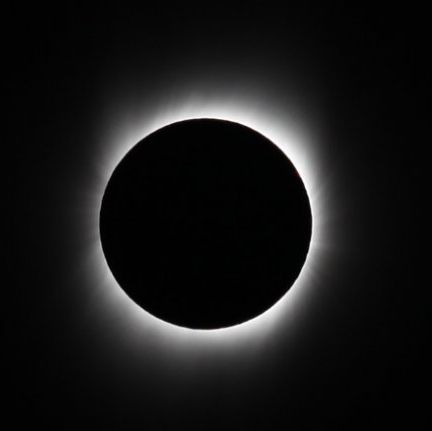
الكسوف الكلي للشمس في 22 يوليو 2009 من بنجلاديش.

في الصورة الظاهرة هنا غطى القمر قرص الشمس بالكامل، يعرف هذا الحدث باسم مسار الكسوف الكلي. حدث هذا الكسوف في 22 يوليو 2009 وبلغ مدة أقصاها 6 دقائق و 38.86 ثانية، أما أطول مدة ممكنة "نظريًا" للكسوف الكلي للشمس هي 7 دقائق و 31 ثانية.
حدث أطول كسوف حلقي للشمس في القرن الحادي والعشرين في 15 يناير 2010 وبلغت مدته 11 دقيقة و 7.8 ثانية. أما أقصى مدة ممكنة للكسوف الحلقي فهي 12 دقيقة و 30 ثانية. سيكون كسوف الشمس المتوقع حدوثه في 20 مايو 2050 هو ثاني كسوف هجين في فترة تقل عن عام واحد إذ سيحدث الكسوف الأول في 25 نوفمبر 2049.
يوضح الجدول التالي التاريخ والوقت، وأيضًا يوضح نوع الكسوف سواء كان كليًا أو جزئيًا أو هجينًا أو حلقيًا، وبالنسبة للكسوفات الكلية والحلقية فإن الجدول يوضح مدة الكسوف ورقم دورة ساروس التي حدث وسوف يحدث فيها الكسوف، كما يُوضح أيضًا موقع الكسوف الأكبر وكذلك مساره والمناطق الجغرافية التي تأثرت به وأيضًا مقداره (النسبة بين قطر الشمس الذي أخفاه القمر).

## قائمة الكسوفات

### الحاصلة

#### عقد 2000
| التاريخ        | توقيت الكسوف حسب التوقيت العالمي المُنسق | دورة ساروس | النوع | المقدار | المدة المركزية (ثانية:دقيقة) | الموقع                            | طول المسار | طول المسار | المنطقة الجغرافية | مراجع         |
| التاريخ        | توقيت الكسوف حسب التوقيت العالمي المُنسق | دورة ساروس | النوع | المقدار | المدة المركزية (ثانية:دقيقة) | الموقع                            | كم         | ميل        | المنطقة الجغرافية | مراجع         |
| -------------- | --------------------------------------- | ---------- | ----- | ------- | ---------------------------- | --------------------------------- | ---------- | ---------- | --- | ------------- |
| 21 يونيو 2001  | 12:04:46                                | 127        | كلي   | 1.050   | 4:57                         | 11°18′S 2°42′E / 11.3°S 2.7°E     | 200        | 120        | كلي: أنغولا، زامبيا، زيمبابوي، موزمبيق، مدغشقر. جزئي: أمريكا الجنوبية، إفريقيا | [ 12 ] [ 13 ] |
| 14 ديسمبر 2001 | 20:53:01                                | 132        | حلقي  | 0.968   | 3:53                         | 0°36′N 130°42′W / 0.6°N 130.7°W   | 126        | 78         | حلقي: نيكاراغوا، كوستاريكا. جزئي: أمريكا الشمالية والوسطى، شمال غرب أمريكا الجنوبية، هاواي. | [ 12 ] [ 13 ] |
| 10 يونيو 2002  | 23:45:22                                | 137        | حلقي  | 0.996   | 0:23                         | 34°30′N 178°36′W / 34.5°N 178.6°W | 13         | 8.1        | حلقي: مانادو، إندونيسيا، غوام، جزر ماريانا الشمالية، بويرتو فالارتا، المكسيك. جزئي: شرق آسيا، شمال غرب أستراليا، أمريكا الشمالية، هاواي.                                                                                    | [ 12 ] [ 13 ] |
| 4 ديسمبر 2002  | 07:32:16                                | 142        | كلي   | 1.024   | 2:04                         | 39°30′S 59°36′E / 39.5°S 59.6°E   | 87         | 54         | كلي: أنجولا، بوتسوانا، زيمبابوي، جنوب أفريقيا، موزمبيق وجنوب أستراليا جزئي: إفريقيا، القارة القطبية الجنوبية، إندونيسيا، أستراليا.                                                                                          | [ 12 ] [ 13 ] |
| 31 مايو 2003   | 04:09:22                                | 147        | حلقي  | 0.938   | 3:37                         | 66°36′N 24°30′W / 66.6°N 24.5°W   | —          | —          | حلقي: غرينلاند، آيسلندا، شمال شرق اسكتلندا، جزر فارو، جزر شيتلاند. جزئي: أوروبا الشرقية، شمال وغرب آسيا، الشرق الأوسط، ألاسكا، غرينلاند وشمال غرب كندا.                                                                     | [ 12 ] [ 13 ] |
| 23 نوفمبر 2003 | 22:50:22                                | 152        | كلي   | 1.038   | 1:57                         | 72°42′S 88°24′E / 72.7°S 88.4°E   | 495        | 308        | كلي: شرق القارة القطبية الجنوبية جزئي: أستراليا، نيوزيلاند، القارة القطبية الجنوبية، جنوب تشيلي،الأرجنتين | [ 12 ] [ 13 ] |
| 19 أبريل 2004  | 13:35:05                                | 119        | جزئي  | 0.737   | —                            | 61°36′S 44°18′E / 61.6°S 44.3°E   | —          | —          | جزئي: شبه الجزيرة القطبية الجنوبية، شرق القارة القطبية الجنوبية ، جنوب إفريقيا | [ 12 ] [ 13 ] |
| 14 أكتوبر 2004 | 03:00:23                                | 124        | جزئي  | 0.928   | —                            | 61°12′N 153°42′W / 61.2°N 153.7°W | —          | —          | جزئي: شرق روسيا، منغوليا، شمال شرق الصين، كوريا، اليابان، هاواي، غرب ألاسكا. | [ 12 ] [ 13 ] |
| 8 أبريل 2005   | 20:36:51                                | 129        | هجين  | 1.007   | 0:42                         | 10°36′S 119°00′W / 10.6°S 119.0°W | 27         | 17         | هجين: فينزويلا، كولومبيا، بنما، جنوب شرق بولينيزيا الفرنسية، جزر باونتي. جزئي: المحيط الهادئ، المكسيك، أمريكا الوسطى، منطقة البحر الكاريبي، غرب أمريكا الجنوبية ، نيوزيلندا، غرب القارة القطبية الجنوبية.                   | [ 12 ] [ 13 ] |
| 3 أكتوبر 2005  | 10:32:47                                | 134        | حلقي  | 0.958   | 4:32                         | 12°54′N 28°42′E / 12.9°N 28.7°E   | 162        | 101        | حلقي: البرتغال، إسبانيا، الجزائر، تونس، ليبيا، تشاد، السودان، كينيا والصومال جزئي: إفريقيا، أوروبا، غرب آسيا، الشرق الأوسط والهند، باكستان.                                                                                 | [ 12 ] [ 13 ] |
| 29 مارس 2006   | 10:12:23                                | 139        | كلي   | 1.052   | 4:07                         | 23°12′N 16°42′E / 23.2°N 16.7°E   | 104        | 65         | كلي: البرازيل وغانا وتوغو وبنين ونيجيريا والنيجر وليبيا وشمال غرب مصر وتركيا وجورجيا وجنوب غرب روسيا وكازاخستان. جزئي: شمال إفريقيا ووسط إفريقيا وشرق البرازيل وآسيا الوسطى والشرق الأوسط والهند وباكستان وأوروبا.          | [ 12 ] [ 13 ] |
| 22 سبتمبر 2006 | 11:41:16                                | 144        | حلقي  | 0.935   | 7:09                         | 20°36′S 9°06′W / 20.6°S 9.1°W     | 261        | 162        | حلقي: غيانا، سورينام وغويانا الفرنسية. جزئي: أمريكا الجنوبية، غرب إفريقيا، جنوب إفريقيا، شبه جزيرة أنتاركتيكا، شرق القارة القطبية الجنوبية.                                                                                 | [ 12 ] [ 13 ] |
| 19 مارس 2007   | 02:32:57                                | 149        | جزئي  | 0.876   | —                            | 61°00′N 55°30′E / 61.0°N 55.5°E   | —          | —          | جزئي: آسيا، شمال شرق أوروبا، غرب ألاسكا | [ 12 ] [ 13 ] |
| 11 سبتمبر 2007 | 12:32:24                                | 154        | جزئي  | 0.751   | —                            | 61°00′S 90°12′W / 61.0°S 90.2°W   | —          | —          | جزئي: وسط وجنوب أمريكا الجنوبية، شبه جزيرة أنتاركتيكا، شرق القارة القطبية الجنوبية، جنوب المحيط الأطلسي. | [ 12 ] [ 13 ] |
| 7 فبراير 2008  | 03:56:10                                | 121        | حلقي  | 0.965   | 2:12                         | 67°36′S 150°30′W / 67.6°S 150.5°W | 444        | 276        | حلقي: غرب القارة القطبية الجنوبية. جزئي: القارة القطبية الجنوبية، وجنوب شرق أستراليا، ونيوزيلندا، وجنوب شرق ميلانيزيا، وجنوب شرق ميكرونيزيا، وجنوب شرق بولينيزيا.                                                           | [ 12 ] [ 13 ] |
| 1 أغسطس 2008   | 10:22:12                                | 126        | كلي   | 1.039   | 2:27                         | 65°42′N 72°18′E / 65.7°N 72.3°E   | 237        | 147        | كلي: نونافوت، شمال جرينلاند، وسط روسيا ، غرب منغوليا، غرب الصين. جزئي: نوفا سكوشا، جزيرة الأمير إدوارد، نيو برونزويك ، كيبك، نونافوت، جرينلاند، شمال أوروبا، آسيا                                                           | [ 12 ] [ 13 ] |
| 26 يناير 2009  | 07:59:45                                | 131        | حلقي  | 0.928   | 7:54                         | 34°06′S 70°12′E / 34.1°S 70.2°E   | 280        | 170        | حلقي: جنوب شرق سومطرة، جاكرتا، بورنيو. جزئي: جنوب إفريقيا، شرق القارة القطبية الجنوبية، جنوب شرق آسيا، الفلبين، أستراليا | [ 12 ] [ 13 ] |
| 22 يوليو 2009  | 02:36:25                                | 136        | كلي   | 1.080   | 6:39                         | 24°12′N 144°06′E / 24.2°N 144.1°E | 258        | 160        | كلي: وسط وشمال شرق باكستان والهند وبوتان وبنغلاديش وميانمار والصين واليابان (الجزء الشمالي من جزر ريوكيو) (ساتسونان). جزئي: جنوب شرق آسيا، واليابان، وكوريا الجنوبية، والفلبين، وإندونيسيا، ومنطقة وسط المحيط الهادي وجزرها | [ 12 ] [ 13 ] |

#### عقد 2010
| التاريخ        | توقيت الكسوف حسب التوقيت العالمي المُنسق | دورة ساروس | النوع          | المقدار | المدة المركزية (ثانية:دقيقة) | الموقع                            | طول المسار | طول المسار | المنطقة الجغرافية | مراجع |
| التاريخ        | توقيت الكسوف حسب التوقيت العالمي المُنسق | دورة ساروس | النوع          | المقدار | المدة المركزية (ثانية:دقيقة) | الموقع                            | كم         | ميل        | المنطقة الجغرافية | مراجع |
| -------------- | --------------------------------------- | ---------- | -------------- | ------- | ---------------------------- | --------------------------------- | ---------- | ---------- | --- | ----- |
| 15 يناير 2010  | 07:07:39                                | 141        | حلقي           | 0.919   | 11:08                        | 1°36′N 69°18′E / 1.6°N 69.3°E     | 333        | 207        | حلقي: جمهورية إفريقيا الوسطى، جمهورية الكونغو الديمقراطية، أوغندا، جزر المالديف ، جنوب شرق الهند، باكستان، سريلانكا، ميانمار، وسط الصين. جزئي: إفريقيا وجنوب شرق أوروبا والشرق الأوسط وآسيا |       |
| 11 يوليو 2010  | 19:34:38                                | 146        | كلي            | 1.058   | 5:20                         | 19°42′S 121°54′W / 19.7°S 121.9°W | 259        | 161        | كلي: جنوب تشيلي والأرجنتين، جنوب شرق بولنيزيا. جزئي: جنوب غرب أمريكا الجنوبية، بولينزيا الفرنسية، هاواي |       |
| 4 يناير 2011   | 08:51:42                                | 151        | جزئي           | 0.858   | —                            | 64°42′N 20°48′E / 64.7°N 20.8°E   | —          | —          | جزئي: أوروبا، شمال إفريقيا، وسط آسيا، الشرق الأوسط |       |
| 1 يونيو 2011   | 21:17:18                                | 118        | جزئي           | 0.601   | —                            | 67°48′N 46°48′E / 67.8°N 46.8°E   | —          | —          | جزئي: أيسلندا، شمال كندا، ألاسكا، شمال شرق آسيا ، جرينلاند ، شمال الدول الاسكندنافية |       |
| 1 يوليو 2011   | 08:39:30                                | 156        | جزئي           | 0.097   | —                            | 65°12′S 28°36′E / 65.2°S 28.6°E   | —          | —          | جزئي: جنوب المحيط الهندي بالقرب من القارة القطبية الجنوبية |       |
| 25 نوفمبر 2011 | 06:21:24                                | 123        | جزئي           | 0.905   | —                            | 68°36′S 82°24′W / 68.6°S 82.4°W   | —          | —          | جزئي: جنوب غرب جنوب إفريقيا، القارة القطبية الجنوبية، تسمانيا، نيوزيلندا. |       |
| 20 مايو 2012   | 23:53:54                                | 128        | حلقي           | 0.944   | 5:46                         | 49°06′N 176°18′E / 49.1°N 176.3°E | 237        | 147        | حلقي: جنوب الصين، هونغ كونغ، ماكاو، كيوشو ، شيكوكو، جنوب هونشو، طوكيو، أوريغون، كاليفورنيا، نيفادا، يوتا، أريزونا، نيو مكسيكو، تكساس. جزئي: المحيط الهادئ، وشرق آسيا، وأمريكا الشمالية، وهاواي |       |
| 13 نوفمبر 2012 | 22:12:55                                | 133        | كلي            | 1.050   | 4:02                         | 40°00′S 161°18′W / 40.0°S 161.3°W | 179        | 111        | كلي: أرض أرنهيم وشبه جزيرة كيب يورك الوسطى، أستراليا، جزر كرماديك، نيوزيلندا. جزئي: أستراليا، نيوزيلندا، ميلانيزيا، جنوب شرق أمريكا الجنوبية، جنوب المحيط الهادئ، بولينيزيا، شبه جزيرة أنتاركتيكا، غرب أنتاركتيكا، قبة تالوس [الإنجليزية]                                                                                                  |       |
| 10 مايو 2013   | 00:26:20                                | 138        | حلقي           | 0.954   | 6:03                         | 2°12′N 175°30′E / 2.2°N 175.5°E   | 173        | 107        | حلقي: أستراليا الغربية، الإقليم الشمالي وكوينزلاند ، أستراليا، أرخبيل لويزياد [الإنجليزية]، جزر سليمان، كيريباتي. جزئي: أستراليا ونيوزيلندا ووسط المحيط الهادئ وهاواي وإندونيسيا. |       |
| 3 نوفمبر 2013  | 12:47:36                                | 143        | هجين           | 1.016   | 1:40                         | 3°30′N 11°42′W / 3.5°N 11.7°W     | 58         | 36         | هجين: الجابون، جمهورية الكونغو، جمهورية الكونغو الديمقراطية، أوغندا، كينيا، إثيوبيا. جزئي: أمريكا الشرقية وشرق كندا ومنطقة البحر الكاريبي وشرق أمريكا الجنوبية وأوروبا الجنوبية وإفريقيا. |       |
| 29 أبريل 2014  | 06:04:33                                | 148        | حلقي (non-وسط) | 0.987   | —                            | 70°36′S 131°18′E / 70.6°S 131.3°E | —          | —          | حلقي: غربي ويلكس لاند. جزئي: جنوب المحيط الهندي، أستراليا، شرق القارة القطبية الجنوبية. |       |
| 23 أكتوبر 2014 | 21:45:39                                | 153        | جزئي           | 0.811   | —                            | 71°12′N 97°12′W / 71.2°N 97.2°W   | —          | —          | جزئي: شمال المحيط الهادئ، أمريكا الشمالية ، المكسيك، شرق روسيا. |       |
| 20 مارس 2015   | 09:46:47                                | 120        | كلي            | 1.045   | 2:47                         | 64°24′N 6°36′W / 64.4°N 6.6°W     | 463        | 288        | كلي: جزر فارو، سفالبارد، شمال الأطلسي، القطب الشمالي. جزئي: غرينلاند وأوروبا وآسيا الوسطى وغرب روسيا |       |
| 13 سبتمبر 2015 | 06:55:19                                | 125        | جزئي           | 0.788   | —                            | 72°06′S 2°18′W / 72.1°S 2.3°W     | —          | —          | جزئي: جنوب إفريقيا، جنوب المحيط الهندي، شرق القطب الجنوبي. |       |
| 9 مارس 2016    | 01:58:19                                | 130        | كلي            | 1.045   | 4:09                         | 10°06′N 148°48′E / 10.1°N 148.8°E | 155        | 96         | كلي: إندونيسيا ولايات ميكرونيسيا المتحدة وجزر مارشال. جزئي: جنوب شرق آسيا ، كوريا ، اليابان ، شرق روسيا، ألاسكا، شمال غرب أستراليا، هاواي، المحيط الهادئ. |       |
| 1 سبتمبر 2016  | 09:08:02                                | 135        | حلقي           | 0.974   | 3:06                         | 10°42′S 37°48′E / 10.7°S 37.8°E   | 100        | 62         | حلقي: الأطلسي، وسط إفريقيا، مدغشقر، الهندي. جزئي: إفريقيا والمحيط الهندي. |       |
| 26 فبراير 2017 | 14:54:33                                | 140        | حلقي           | 0.992   | 0:44                         | 34°42′S 31°12′W / 34.7°S 31.2°W   | 31         | 19         | حلقي: جنوب تشيلي والأرجنتين وأنغولا وجنوب غرب كاتانغا. جزئي: جنوب وغرب إفريقيا ، جنوب أمريكا الجنوبية، أنتاركتيكا |       |
| 21 أغسطس 2017  | 18:26:40                                | 145        | كلي            | 1.031   | 2:40                         | 37°00′N 87°42′W / 37.0°N 87.7°W   | 115        | 71         | كلي: أوريغون، أيداهو، وايومنغ، نبراسكا، شمال شرق كانساس، ميزوري، جنوب إلينوي، غرب كنتاكي، تينيسي، جنوب غرب كارولينا الشمالية، شمال شرق جورجيا، ساوث كارولينا، جنوب غرب فيرجينيا. جزئي: أمريكا الشمالية وهاواي وغرينلاند وأيسلندا والجزر البريطانية والبرتغال وأمريكا الوسطى ومنطقة البحر الكاريبي وشمال أمريكا الجنوبية وشبه جزيرة تشوكشي. |       |
| 15 فبراير 2018 | 20:52:33                                | 150        | جزئي           | 0.599   | —                            | 71°00′S 0°36′E / 71.0°S 0.6°E     | —          | —          | جزئي: القطب الجنوبي، جنوب أمريكا الجنوبية |       |
| 13 يوليو 2018  | 03:02:16                                | 117        | جزئي           | 0.336   | —                            | 67°54′S 127°24′E / 67.9°S 127.4°E | —          | —          | جزئي: جنوب أستراليا، فيكتوريا، تاسمانيا، المحيط الهندي، ساحل بود [الإنجليزية] |       |
| 11 أغسطس 2018  | 09:47:28                                | 155        | جزئي           | 0.737   | —                            | 70°24′N 174°30′E / 70.4°N 174.5°E | —          | —          | جزئي: شمال شرق كندا، وغرينلاند، وأيسلندا ، والمحيط المتجمد الشمالي، والدول الاسكندنافية ، والجزر البريطانية الشمالية، وروسيا، وشمال آسيا |       |
| 6 يناير 2019   | 01:42:38                                | 122        | جزئي           | 0.715   | —                            | 67°24′N 153°36′E / 67.4°N 153.6°E | —          | —          | جزئي: شمال شرق آسيا، جنوب غرب ألاسكا، جزر ألوتيان |       |
| 2 يوليو 2019   | 19:24:08                                | 127        | كلي            | 1.046   | 4:33                         | 17°24′S 109°00′W / 17.4°S 109.0°W | 201        | 125        | كلي: جزر بيتكيرن، وسط الأرجنتين وشيلي ، أرخبيل تواموتو. جزئي: أمريكا الجنوبية، جزيرة إيستر، جزر غالاباغوس، جنوب أمريكا الوسطى، بولينيزيا |       |

#### عقد 2020
| التاريخ        | توقيت الكسوف حسب التوقيت العالمي المُنسق | دورة ساروس | النوع | المقدار | المدة المركزية (ثانية:دقيقة) | الموقع                          | طول المسار | طول المسار | المنطقة الجغرافية | مراجع         |
| التاريخ        | توقيت الكسوف حسب التوقيت العالمي المُنسق | دورة ساروس | النوع | المقدار | المدة المركزية (ثانية:دقيقة) | الموقع                          | كم         | ميل        | المنطقة الجغرافية | مراجع         |
| -------------- | --------------------------------------- | ---------- | ----- | ------- | ---------------------------- | ------------------------------- | ---------- | ---------- | --- | ------------- |
| 26 ديسمبر 2019 | 05:18:53                                | 132        | حلقي  | 0.970   | 3:40                         | 1°00′N 102°18′E / 1.0°N 102.3°E | 118        | 73         | حلقي: شمال شرق السعودية، البحرين، قطر، الإمارات العربية المتحدة، سلطنة عمان، لكشديب، جنوب الهند، سريلانكا، شمال سومطرة، جنوب ماليزيا، سنغافورة، بورنيو، وسط إندونيسيا، بالاو، ولايات ميكرونيسيا المتحدة، غوام جزئي: آسيا، غرب ميلانيزيا، شمال غرب أستراليا، الشرق الأوسط، شرق إفريقيا حلقي: المملكة العربية السعودية، البحرين، قطر، الإمارات العربية المتحدة، عمان، لاكشادويب، جنوب الهند، سريلانكا، شمال سومطرة، جنوب ماليزيا، سنغافورة، بورنيو، وسط إندونيسيا، بالاو، ميكرونيزيا، غوام. جزئي: آسيا، غرب ميلانيزيا، شمال غرب أستراليا، الشرق الأوسط، شرق إفريقيا | [ 13 ] [ 14 ] |
| 21 يونيو 2020  | 06:41:15                                | 137        | حلقي  | 0.994   | 0:38                         | 30°30′N 79°42′E / 30.5°N 79.7°E | 21         | 13         | حلقي: جمهورية الكونغو الديمقراطية، السودان ، إثيوبيا، إريتريا، اليمن، الربع الخالي، عمان، جنوب باكستان، شمال الهند، التبت، جنوب الصين، تشونغتشينغ، تايوان. جزئي: آسيا، جنوب شرق أوروبا، إفريقيا، الشرق الأوسط، غرب ميلانيزيا، أستراليا الغربية، الإقليم الشمالي، شبه جزيرة كيب يورك | [ 13 ] [ 14 ] |
| 14 ديسمبر 2020 | 16:14:39                                | 142        | كلي   | 1.025   | 2:10                         | 40°18′S 67°54′W / 40.3°S 67.9°W | 90         | 56         | كلي: جنوب تشيلي والأرجنتين. جزئي: وسط وجنوب أمريكا الجنوبية، وجنوب غرب إفريقيا، وشبه جزيرة أنتاركتيكا، وأرض إلسورث [الإنجليزية]، وأرض الملكة مود الغربية | [ 13 ] [ 14 ] |
| 10 يونيو 2021  | 10:43:07                                | 147        | حلقي  | 0.943   | 3:51                         | 80°48′N 66°48′W / 80.8°N 66.8°W | 527        | 327        | حلقي: شمال كندا (أونتاريو، نونافوت)، جرينلاند، القطب الشمالي، الشرق الأقصى الروسي. جزئي: شمال أمريكا الشمالية وأوروبا وآسيا | [ 13 ] [ 14 ] |
| 4 ديسمبر 2021  | 07:34:38                                | 152        | كلي   | 1.037   | 1:54                         | 76°48′S 46°12′W / 76.8°S 46.2°W | 419        | 260        | كلي: أنتاركتيكا جزئي: جنوب إفريقيا وجنوب المحيط الأطلسي | [ 13 ] [ 14 ] |
| 30 أبريل 2022  | 20:42:36                                | 119        | جزئي  | 0.640   | —                            | 62°06′S 71°30′W / 62.1°S 71.5°W | —          | —          | جزئي: جنوب شرق المحيط الهادئ، جنوب أمريكا الجنوبية | [ 13 ] [ 14 ] |
| 25 أكتوبر 2022 | 11:01:20                                | 124        | جزئي  | 0.862   | —                            | 61°36′N 77°24′E / 61.6°N 77.4°E | —          | —          | جزئي: أوروبا، شمال شرق أفريقيا، الشرق الأوسط، غرب آسيا | [ 13 ] [ 14 ] |
| 20 أبريل 2023  | 04:17:56                                | 129        | هجين  | 1.013   | 1:16                         | 9°36′S 125°48′E / 9.6°S 125.8°E | 49         | 30         | هجين: إندونيسيا، أستراليا، تيمور الشرقية جزئي: اليابان وجنوب شرق آسيا وجزر الهند الشرقية والفلبين ونيوزيلندا. | [ 13 ] [ 14 ] |
| 14 أكتوبر 2023 | 18:00:41                                | 134        | حلقي  | 0.952   | 5:17                         | 11°24′N 83°06′W / 11.4°N 83.1°W | 187        | 116        | حلقي: غرب الولايات المتحدة وأمريكا الوسطى وكولومبيا والبرازيل جزئي: أمريكا الشمالية وأمريكا الوسطى وأمريكا الجنوبية | [ 13 ] [ 14 ] |

### منتظر حدوثها

#### عقد 2020
| التاريخ        | توقيت الكسوف حسب التوقيت العالمي المُنسق | دورة ساروس | النوع | المقدار | المدة المركزية (ثانية:دقيقة) | الموقع                            | طول المسار | طول المسار | المنطقة الجغرافية | مراجع         |
| التاريخ        | توقيت الكسوف حسب التوقيت العالمي المُنسق | دورة ساروس | النوع | المقدار | المدة المركزية (ثانية:دقيقة) | الموقع                            | كم         | ميل        | المنطقة الجغرافية | مراجع         |
| -------------- | --------------------------------------- | ---------- | ----- | ------- | ---------------------------- | --------------------------------- | ---------- | ---------- | --- | ------------- |
| 8 أبريل 2024   | 18:18:29                                | 139        | كلي   | 1.057   | 4:28                         | 25°18′N 104°06′W / 25.3°N 104.1°W | 198        | 123        | كلي: المكسيك ووسط وشمال شرق الولايات المتحدة وشرق كندا جزئي: أمريكا الشمالية وأمريكا الوسطى.                                                      | [ 15 ] [ 16 ] |
| 2 أكتوبر 2024  | 18:46:13                                | 144        | حلقي  | 0.933   | 7:25                         | 22°00′S 114°30′W / 22.0°S 114.5°W | 266        | 165        | حلقي: جنوب تشيلي، جنوب الأرجنتين جزئي: المحيط الهادئ، جنوب أمريكا الجنوبية                                                                        | [ 15 ] [ 16 ] |
| 29 مارس 2025   | 10:48:36                                | 149        | جزئي  | 0.938   | —                            | 61°06′N 77°06′W / 61.1°N 77.1°W   | —          | —          | جزئي: شمال غرب إفريقيا، أوروبا، شمال روسيا | [ 15 ] [ 16 ] |
| 21 سبتمبر 2025 | 19:43:04                                | 154        | جزئي  | 0.855   | —                            | 60°54′S 153°30′E / 60.9°S 153.5°E | —          | —          | جزئي: جنوب المحيط الهادئ ونيوزيلندا والقارة القطبية الجنوبية                                                                                      | [ 15 ] [ 16 ] |
| 17 فبراير 2026 | 12:13:06                                | 121        | حلقي  | 0.963   | 2:20                         | 64°42′S 86°48′E / 64.7°S 86.8°E   | 616        | 383        | حلقي: أنتاركتيكا جزئي: جنوب الأرجنتين وتشيلي وجنوب إفريقيا والقارة القطبية الجنوبية                                                               | [ 15 ] [ 16 ] |
| 12 أغسطس 2026  | 17:47:06                                | 126        | كلي   | 1.039   | 2:18                         | 65°12′N 25°12′W / 65.2°N 25.2°W   | 294        | 183        | كلي: القطب الشمالي وجرينلاند وأيسلندا وإسبانيا وشمال شرق البرتغال جزئي: شمال أمريكا الشمالية، غرب إفريقيا، أوروبا                                 | [ 15 ] [ 16 ] |
| 6 فبراير 2027  | 16:00:48                                | 131        | حلقي  | 0.928   | 7:51                         | 31°18′S 48°30′W / 31.3°S 48.5°W   | 282        | 175        | حلقي: تشيلي، الأرجنتين، المحيط الاطلسي. جزئي: أمريكا الجنوبية، القطب الجنوبي، غرب وجنوب إفريقيا                                                   | [ 15 ] [ 16 ] |
| 2 أغسطس 2027   | 10:07:50                                | 136        | كلي   | 1.079   | 6:23                         | 25°30′N 33°12′E / 25.5°N 33.2°E   | 258        | 160        | كلي: المغرب، إسبانيا، الجزائر، تونس، ليبيا، مصر، السعودية، اليمن، الصومال. جزئي: إفريقيا وأوروبا والشرق الأوسط وغرب وجنوب آسيا                    | [ 15 ] [ 16 ] |
| 26 يناير 2028  | 15:08:59                                | 141        | حلقي  | 0.921   | 10:27                        | 3°00′N 51°30′W / 3.0°N 51.5°W     | 323        | 201        | حلقي: الإكوادور، بيرو، البرازيل، سورينام، إسبانيا، البرتغال. جزئي: شرق أمريكا الشمالية وأمريكا الوسطى والجنوبية وأوروبا الغربية وشمال غرب إفريقيا | [ 15 ] [ 16 ] |
| 22 يوليو 2028  | 02:56:40                                | 146        | كلي   | 1.056   | 5:10                         | 15°36′S 126°42′E / 15.6°S 126.7°E | 230        | 140        | كلي: أستراليا، نيوزيلاندا. جزئي: جنوب شرق آسيا، جزر الهند الشرقية                                                                                 | [ 15 ] [ 16 ] |
| 14 يناير 2029  | 17:13:48                                | 151        | جزئي  | 0.871   | —                            | 63°42′N 114°12′W / 63.7°N 114.2°W | —          | —          | جزئي: أمريكا الشمالية وأمريكا الوسطى | [ 15 ] [ 16 ] |
| 12 يونيو 2029  | 04:06:13                                | 118        | جزئي  | 0.458   | —                            | 66°48′N 66°12′W / 66.8°N 66.2°W   | —          | —          | جزئي: القطب الشمالي، الدول الاسكندنافية، ألاسكا، شمال آسيا، شمال كندا                                                                             | [ 15 ] [ 16 ] |
| 11 يوليو 2029  | 15:37:19                                | 156        | جزئي  | 0.230   | —                            | 64°18′S 85°36′W / 64.3°S 85.6°W   | —          | —          | جزئي: جنوب تشيلي، جنوب الأرجنتين | [ 15 ] [ 16 ] |
| 5 ديسمبر 2029  | 15:03:58                                | 123        | جزئي  | 0.891   | —                            | 67°30′S 135°42′E / 67.5°S 135.7°E | —          | —          | جزئي: جنوب الأرجنتين، جنوب تشيلي، القطب الجنوبي                                                                                                   | [ 15 ] [ 16 ] |
| 1 يونيو 2030   | 06:29:13                                | 128        | حلقي  | 0.944   | 5:21                         | 56°30′N 80°06′E / 56.5°N 80.1°E   | 250        | 160        | حلقي: تشيلي، الأرجنتين، المحيط الاطلسي جزئي: أمريكا الجنوبية، القطب الجنوبي، غرب وجنوب إفريقيا                                                    | [ 15 ] [ 16 ] |

#### عقد 2030
| التاريخ        | توقيت الكسوف حسب التوقيت العالمي المُنسق | دورة ساروس | النوع | المقدار | المدة المركزية (ثانية:دقيقة) | الموقع                            | طول المسار | طول المسار | المنطقة الجغرافية | مراجع         |
| التاريخ        | توقيت الكسوف حسب التوقيت العالمي المُنسق | دورة ساروس | النوع | المقدار | المدة المركزية (ثانية:دقيقة) | الموقع                            | كم         | ميل        | المنطقة الجغرافية | مراجع         |
| -------------- | --------------------------------------- | ---------- | ----- | ------- | ---------------------------- | --------------------------------- | ---------- | ---------- | --- | ------------- |
| 25 نوفمبر 2030 | 06:51:37                                | 133        | كلي   | 1.047   | 3:44                         | 43°36′S 71°12′E / 43.6°S 71.2°E   | 169        | 105        | كلي: المغرب، إسبانيا، الجزائر، تونس، ليبيا، مصر، السعودية، اليمن، الصومال جزئي: إفريقيا وأوروبا والشرق الأوسط وغرب وجنوب آسيا                                          |               |
| 21 مايو 2031   | 07:16:04                                | 138        | حلقي  | 0.959   | 5:26                         | 8°54′N 71°42′E / 8.9°N 71.7°E     | 152        | 94         | حلقي: الإكوادور، بيرو، البرازيل، سورينام، إسبانيا، البرتغال جزئي: شرق أمريكا الشمالية وأمريكا الوسطى والجنوبية وأوروبا الغربية وشمال غرب إفريقيا                       | [ 16 ] [ 17 ] |
| 14 نوفمبر 2031 | 21:07:31                                | 143        | هجين  | 1.011   | 1:08                         | 0°36′S 137°36′W / 0.6°S 137.6°W   | 38         | 24         | كلي: أستراليا، نيوزيلاندا جزئي: جنوب شرق آسيا، جزر الهند الشرقية | [ 16 ] [ 17 ] |
| 9 مايو 2032    | 13:26:42                                | 148        | حلقي  | 0.996   | 0:22                         | 51°18′S 7°06′W / 51.3°S 7.1°W     | 44         | 27         | حلقي: جنوب المحيط الاطلنطي جزئي: جنوب أمريكا الجنوبية، جنوب إفريقيا | [ 16 ] [ 17 ] |
| 3 نوفمبر 2032  | 05:34:13                                | 153        | جزئي  | 0.855   | —                            | 70°24′N 132°36′E / 70.4°N 132.6°E | —          | —          | جزئي: آسيا وأوروبا الشرقية | [ 16 ] [ 17 ] |
| 30 مارس 2033   | 18:02:36                                | 120        | كلي   | 1.046   | 2:37                         | 71°18′N 155°48′W / 71.3°N 155.8°W | 781        | 485        | كلي: الشرق الأقصى الروسي، ألاسكا جزئي: أمريكا الشمالية وشمال شرق آسيا                                                                                                  | [ 16 ] [ 17 ] |
| 23 سبتمبر 2033 | 13:54:31                                | 125        | جزئي  | 0.689   | —                            | 72°12′S 121°12′W / 72.2°S 121.2°W | —          | —          | جزئي: جنوب أمريكا الجنوبية، القطب الجنوبي | [ 16 ] [ 17 ] |
| 20 مارس 2034   | 10:18:45                                | 130        | كلي   | 1.046   | 4:09                         | 16°06′N 22°12′E / 16.1°N 22.2°E   | 159        | 99         | كلي: نيجيريا، الكاميرون، تشاد، السودان، مصر، السعودية، إيران، أفغانستان، باكستان، الهند، الصين جزئي: إفريقيا وأوروبا وغرب آسيا                                         | [ 16 ] [ 17 ] |
| 12 سبتمبر 2034 | 16:19:28                                | 135        | حلقي  | 0.974   | 2:58                         | 18°12′S 72°36′W / 18.2°S 72.6°W   | 102        | 63         | حلقي: تشيلي، بوليفيا، الأرجنتين، باراغواي، البرازيل. جزئي: أمريكا الوسطى وأمريكا الجنوبية                                                                              | [ 16 ] [ 17 ] |
| 9 مارس 2035    | 23:05:54                                | 140        | حلقي  | 0.992   | 0:48                         | 29°00′S 154°54′W / 29.0°S 154.9°W | 31         | 19         | حلقي: نيوزيلندا والمحيط الهادئ جزئي: أستراليا والمكسيك وأنتاركتيكا | [ 16 ] [ 17 ] |
| 2 سبتمبر 2035  | 01:56:46                                | 145        | كلي   | 1.032   | 2:54                         | 29°06′N 158°00′E / 29.1°N 158.0°E | 116        | 72         | كلي: الصين، كوريا، اليابان، المحيط الهادئ جزئي: شرق آسيا، المحيط الهادئ                                                                                                | [ 16 ] [ 17 ] |
| 27 فبراير 2036 | 04:46:49                                | 150        | جزئي  | 0.629   | —                            | 71°36′S 131°24′W / 71.6°S 131.4°W | —          | —          | جزئي: القطب الجنوبي، جنوب أستراليا، نيوزيلاندا | [ 16 ] [ 17 ] |
| 23 يوليو 2036  | 10:32:06                                | 117        | جزئي  | 0.199   | —                            | 68°54′S 3°36′E / 68.9°S 3.6°E     | —          | —          | جزئي: جنوب المحيط الاطلنطي | [ 16 ] [ 17 ] |
| 21 أغسطس 2036  | 17:25:45                                | 155        | جزئي  | 0.862   | —                            | 71°06′N 47°00′E / 71.1°N 47.0°E   | —          | —          | جزئي: ألاسكا، كندا، القطب الشمالي، غرب أوروبا، شمال غرب إفريقيا | [ 16 ] [ 17 ] |
| 16 يناير 2037  | 09:48:55                                | 122        | جزئي  | 0.705   | —                            | 68°30′N 20°48′E / 68.5°N 20.8°E   | —          | —          | جزئي: شمال إفريقيا، أوروبا، الشرق الأوسط، غرب آسيا | [ 16 ] [ 17 ] |
| 13 يوليو 2037  | 02:40:36                                | 127        | كلي   | 1.041   | 3:58                         | 24°48′S 139°06′E / 24.8°S 139.1°E | 201        | 125        | كلي: أستراليا، نيوزيلاندا جزئي: جزر الهند الشرقية، أستراليا، المحيط الهادئ.                                                                                            | [ 16 ] [ 17 ] |
| 5 يناير 2038   | 13:47:11                                | 132        | حلقي  | 0.973   | 3:18                         | 2°06′N 25°24′W / 2.1°N 25.4°W     | 107        | 66         | حلقي: كوبا، جمهورية الدومينيكان، كوت ديفوار ، غانا، النيجر، تشاد، مصر جزئي: شرق أمريكا الشمالية، شمال أمريكا الجنوبية، الأطلسي، إفريقيا، أوروبا                        | [ 16 ] [ 17 ] |
| 2 يوليو 2038   | 13:32:55                                | 137        | حلقي  | 0.991   | 1:00                         | 25°24′N 21°54′W / 25.4°N 21.9°W   | 31         | 19         | حلقي: كولومبيا، فنزويلا، موريتانيا، المغرب، مالي، النيجر، تشاد، السودان، إثيوبيا، كينيا جزئي: أمريكا الشمالية والوسطى، أمريكا الجنوبية، إفريقيا، أوروبا، الشرق الأوسط. | [ 16 ] [ 17 ] |
| 26 ديسمبر 2038 | 01:00:10                                | 142        | كلي   | 1.027   | 2:18                         | 40°18′S 164°00′E / 40.3°S 164.0°E | 95         | 59         | كلي: أستراليا، نيوزيلاندا، جنوب المحيط الهادئ جزئي: جنوب شرق آسيا، جزر الهند الشرقية، أستراليا، نيوزيلاندا، جنوب المحيط الهادئ، القطب الجنوبي                          | [ 16 ] [ 17 ] |
| 21 يونيو 2039  | 17:12:54                                | 147        | حلقي  | 0.945   | 4:05                         | 78°54′N 102°06′W / 78.9°N 102.1°W | 365        | 227        | حلقي: ألاسكا، شمال كندا، النرويج، السويد، فنلندا، إستونيا، روسيا. جزئي: أمريكا الشمالية وأوروبا الغربية.                                                               | [ 16 ] [ 17 ] |
| 15 ديسمبر 2039 | 16:23:46                                | 152        | كلي   | 1.036   | 1:51                         | 80°54′S 172°48′E / 80.9°S 172.8°E | 380        | 240        | كلي: القطب الجنوبي جزئي: جنوب أمريكا الجنوبية | [ 16 ] [ 17 ] |

#### عقد 2040
| التاريخ        | توقيت الكسوف حسب التوقيت العالمي المُنسق | دورة ساروس | النوع          | المقدار | المدة المركزية (ثانية:دقيقة) | الموقع                            | طول المسار | طول المسار | المنطقة الجغرافية | مراجع         |
| التاريخ        | توقيت الكسوف حسب التوقيت العالمي المُنسق | دورة ساروس | النوع          | المقدار | المدة المركزية (ثانية:دقيقة) | الموقع                            | كم         | ميل        | المنطقة الجغرافية | مراجع         |
| -------------- | --------------------------------------- | ---------- | -------------- | ------- | ---------------------------- | --------------------------------- | ---------- | ---------- | --- | ------------- |
| 11 مايو 2040   | 03:43:02                                | 119        | جزئي           | 0.531   | —                            | 62°48′S 174°24′E / 62.8°S 174.4°E | —          | —          | جزئي: أستراليا، نيوزيلاندا، القطب الجنوبي |               |
| 4 نوفمبر 2040  | 19:09:02                                | 124        | جزئي           | 0.807   | —                            | 62°12′N 53°24′W / 62.2°N 53.4°W   | —          | —          | جزئي: أمريكا الشمالية والوسطى |               |
| 30 أبريل 2041  | 11:52:21                                | 129        | كلي            | 1.019   | 1:51                         | 9°36′S 12°12′E / 9.6°S 12.2°E     | 72         | 45         | كلي: أنغولا، جمهورية الكونغو، أوغندا، كينيا، الصومال. جزئي: البرازيل، إفريقيا، الشرق الأوسط.                                                                                             | [ 16 ] [ 18 ] |
| 25 أكتوبر 2041 | 01:36:22                                | 134        | حلقي           | 0.947   | 6:07                         | 9°54′N 162°54′E / 9.9°N 162.9°E   | 213        | 132        | حلقي: منغوليا ، الصين ، كوريا ، اليابان ، المحيط الهادئ جزئي: شرق آسيا والمحيط الهادئ | [ 16 ] [ 18 ] |
| 20 أبريل 2042  | 02:17:30                                | 139        | كلي            | 1.061   | 4:51                         | 27°00′N 137°18′E / 27.0°N 137.3°E | 210        | 130        | كلي: ماليزيا، إندونيسيا، الفلبين، شمال المحيط الهادئ جزئي: شرق وجنوب شرق آسيا، أستراليا، المحيط الهادئ                                                                                   | [ 16 ] [ 18 ] |
| 14 أكتوبر 2042 | 02:00:42                                | 144        | حلقي           | 0.930   | 7:44                         | 23°42′S 137°48′E / 23.7°S 137.8°E | 273        | 170        | حلقي: تايلاند، ماليزيا، إندونيسيا، أستراليا، نيوزيلاندا جزئي: جنوب شرق آسيا، الهند الشرقية، جنوب المحيط الهادئ، القطب الجنوبي                                                            | [ 16 ] [ 18 ] |
| 9 أبريل 2043   | 18:57:49                                | 149        | كلي (non-وسط)  | 1.010   | —                            | 61°18′N 152°00′E / 61.3°N 152.0°E | —          | —          | كلي: شمال شرق روسيا جزئي: شمال أمريكا الشمالية، شمال شرق آسيا | [ 16 ] [ 18 ] |
| 3 أكتوبر 2043  | 03:01:49                                | 154        | حلقي (non-وسط) | 0.950   | —                            | 61°00′S 35°18′E / 61.0°S 35.3°E   | —          | —          | حلقي: جنوب المحيط الهندي جزئي: القطب الجنوبي، جنوب غرب أستراليا، المحيط الهندي | [ 16 ] [ 18 ] |
| 28 فبراير 2044 | 20:24:40                                | 121        | حلقي           | 0.960   | 2:27                         | 62°12′S 25°36′W / 62.2°S 25.6°W   | —          | —          | حلقي: جنوب المحيط الأطلسي جزئي: أنتاركتيكا ، أمريكا الجنوبية | [ 16 ] [ 18 ] |
| 23 أغسطس 2044  | 01:17:02                                | 126        | كلي            | 1.036   | 2:04                         | 64°18′N 120°24′W / 64.3°N 120.4°W | 453        | 281        | كلي: غرينلاند، الأقاليم الشمالية الغربية لكندا ونونافوت، ألبرتا ، جنوب غرب ساسكاتشوان؛ مونتانا، داكوتا الشمالية جزئي: شمال آسيا، غرب أمريكا الشمالية، جرينلاند                           | [ 16 ] [ 18 ] |
| 16 فبراير 2045 | 23:56:07                                | 131        | حلقي           | 0.928   | 7:47                         | 28°18′S 166°12′W / 28.3°S 166.2°W | 281        | 175        | حلقي: نيوزيلاندا، المحيط الهادئ جزئي: أستراليا، هاواي | [ 16 ] [ 18 ] |
| 12 أغسطس 2045  | 17:42:39                                | 136        | كلي            | 1.077   | 6:06                         | 25°54′N 78°30′W / 25.9°N 78.5°W   | 256        | 159        | كلي: جنوب الولايات المتحدة الأمريكية، هايتي، جمهورية الدومينيكان، فنزويلا، غيانا، غويانا الفرنسية، سورينام، البرازيل جزئي: أمريكا الشمالية، أمريكا الوسطى وأمريكا الجنوبية، غرب إفريقيا  | [ 16 ] [ 18 ] |
| 5 فبراير 2046  | 23:06:26                                | 141        | حلقي           | 0.923   | 9:42                         | 4°48′N 171°24′W / 4.8°N 171.4°W   | 310        | 190        | حلقي: بابوا غينيا الجديدة، هاواي، كاليفورنيا، أوريغون، أيداهو جزئي: أستراليا، غرب الولايات المتحدة الأمريكية                                                                             | [ 16 ] [ 18 ] |
| 2 أغسطس 2046   | 10:21:13                                | 146        | كلي            | 1.053   | 4:51                         | 12°42′S 15°12′E / 12.7°S 15.2°E   | 206        | 128        | كلي: البرازيل، أنغولا، شرق ناميبيا، بوتسوانا، جنوب إفريقيا، سوازيلاند، جنوب موزمبيق جزئي: إفريقيا                                                                                        | [ 16 ] [ 18 ] |
| 26 يناير 2047  | 01:33:18                                | 151        | جزئي           | 0.891   | —                            | 62°54′N 111°42′E / 62.9°N 111.7°E | —          | —          | جزئي: شرق آسيا، ألاسكا | [ 16 ] [ 18 ] |
| 23 يونيو 2047  | 10:52:31                                | 118        | جزئي           | 0.313   | —                            | 65°48′N 178°00′W / 65.8°N 178.0°W | —          | —          | جزئي: شمال كندا، جرينلاند، شمال شرق آسيا | [ 16 ] [ 18 ] |
| 22 يوليو 2047  | 22:36:17                                | 156        | جزئي           | 0.361   | —                            | 63°24′S 160°12′E / 63.4°S 160.2°E | —          | —          | جزئي: جنوب شرق أستراليا، نيوزيلاندا. | [ 16 ] [ 18 ] |
| 16 ديسمبر 2047 | 23:50:12                                | 123        | جزئي           | 0.882   | —                            | 66°24′S 6°36′W / 66.4°S 6.6°W     | —          | —          | جزئي: القطب الجنوبي، جنوب تشيلي، جنوب الأرجنتين. | [ 16 ] [ 18 ] |
| 11 يونيو 2048  | 12:58:53                                | 128        | حلقي           | 0.944   | 4:58                         | 63°42′N 11°30′W / 63.7°N 11.5°W   | 272        | 169        | حلقي: الغرب الأوسط للولايات المتحدة، كيبيك، أونتاريو، جرينلاند، أيسلندا، النرويج، السويد، روسيا، أفغانستان. جزئي: أمريكا الشمالية ومنطقة البحر الكاريبي وشمال إفريقيا وأوروبا وغرب آسيا. | [ 16 ] [ 18 ] |
| 5 ديسمبر 2048  | 15:35:27                                | 133        | كلي            | 1.044   | 3:28                         | 46°06′S 56°24′W / 46.1°S 56.4°W   | 160        | 99         | كلي: تشيلي، الأرجنتين، ناميبيا، بوتسوانا جزئي: جنوب أمريكا الجنوبية، جنوب غرب إفريقيا | [ 16 ] [ 18 ] |
| 31 مايو 2049   | 13:59:59                                | 138        | حلقي           | 0.963   | 4:45                         | 15°18′N 29°54′W / 15.3°N 29.9°W   | 134        | 83         | حلقي: بيرو، الإكوادور، كولومبيا، فنزويلا، غيانا، السنغال، مالي، بوركينا فاسو، غانا، نيجيريا. جزئي: جنوب شرق الولايات المتحدة وأمريكا الوسطى وأمريكا الجنوبية وإفريقيا وجنوب أوروبا.      | [ 16 ] [ 18 ] |
| 25 نوفمبر 2049 | 05:33:48                                | 143        | هجين           | 1.006   | 0:38                         | 3°48′S 95°12′E / 3.8°S 95.2°E     | 21         | 13         | هجين: المملكة العربية السعودية، اليمن، ماليزيا، إندونيسيا جزئي: شرق إفريقيا وجنوب آسيا وجزر الهند الشرقية وأستراليا.                                                                     | [ 16 ] [ 18 ] |

#### عقد 2050
| التاريخ        | توقيت الكسوف حسب التوقيت العالمي المُنسق | دورة ساروس | النوع | المقدار | المدة المركزية (ثانية:دقيقة) | الموقع                            | طول المسار | طول المسار | المنطقة الجغرافية | مراجع         |
| التاريخ        | توقيت الكسوف حسب التوقيت العالمي المُنسق | دورة ساروس | النوع | المقدار | المدة المركزية (ثانية:دقيقة) | الموقع                            | كم         | ميل        | المنطقة الجغرافية | مراجع         |
| -------------- | --------------------------------------- | ---------- | ----- | ------- | ---------------------------- | --------------------------------- | ---------- | ---------- | --- | ------------- |
| 20 مايو 2050   | 20:42:50                                | 148        | هجين  | 1.004   | 0:21                         | 40°06′S 123°42′W / 40.1°S 123.7°W | 27         | 17         | هجين: جنوب المحيط الهادئ جزئي: نيوزيلاندا، جنوب غرب أمريكا الجنوبية                                                                     |               |
| 14 نوفمبر 2050 | 13:30:53                                | 153        | جزئي  | 0.887   | —                            | 69°30′N 1°00′E / 69.5°N 1.0°E     | —          | —          | جزئي: شمال شرق الولايات المتحدة الأمريكية، شرق كندا، شمال إفريقيا، أوروبا                                                               |               |
| 11 أبريل 2051  | 02:10:39                                | 120        | جزئي  | 0.985   | —                            | 71°36′N 32°12′E / 71.6°N 32.2°E   | —          | —          | جزئي: آسيا، ألاسكا، كندا، جرينلاند | [ 16 ] [ 19 ] |
| 4 أكتوبر 2051  | 21:02:14                                | 125        | جزئي  | 0.602   | —                            | 72°00′S 117°42′E / 72.0°S 117.7°E | —          | —          | جزئي: القطب الجنوبي، أستراليا، نيوزيلاندا                                                                                               | [ 16 ] [ 19 ] |
| 30 مارس 2052   | 18:31:53                                | 130        | كلي   | 1.047   | 4:08                         | 22°24′N 102°30′W / 22.4°N 102.5°W | 164        | 102        | كلي: وسط المحيط الهادئ، المكسيك، الولايات المتحدة الأمريكية، وسط المحيط الأطلسي. جزئي: وسط وجنوب أمريكا الشمالية، شمال أمريكا الجنوبية. | [ 16 ] [ 19 ] |
| 22 سبتمبر 2052 | 23:39:10                                | 135        | حلقي  | 0.973   | 2:51                         | 25°42′S 175°00′E / 25.7°S 175.0°E | 106        | 66         | حلقي: أستراليا، جنوب المحيط الهادئ. جزئي: نيوزيلاندا، القطب الجنوبي، الهند الغربية                                                      | [ 16 ] [ 19 ] |
| 20 مارس 2053   | 07:08:19                                | 140        | حلقي  | 0.992   | 0:50                         | 23°00′S 83°00′E / 23.0°S 83.0°E   | 31         | 19         | حلقي: وسط المحيط الهندي، إندونيسيا. جزئي: إفريقيا، الهند الشرقية، أستراليا، القطب الجنوبي                                               | [ 16 ] [ 19 ] |
| 12 سبتمبر 2053 | 09:34:09                                | 145        | كلي   | 1.033   | 3:04                         | 21°30′N 41°42′E / 21.5°N 41.7°E   | 116        | 72         | كلي: إسبانيا، المغرب، الجزائر، تونس، ليبيا، مصر، السعودية، إندونيسيا. جزئي: جرينلاند، إفريقيا، أوروبا، آسيا                             | [ 16 ] [ 19 ] |
| 9 مارس 2054    | 12:33:40                                | 150        | جزئي  | 0.668   | —                            | 72°00′S 97°54′E / 72.0°S 97.9°E   | —          | —          | جزئي: القطب الجنوبي، جنوب إفريقيا، مدغشقر، تشيلي                                                                                        | [ 16 ] [ 19 ] |
| 3 أغسطس 2054   | 18:04:02                                | 117        | جزئي  | 0.066   | —                            | 69°48′S 121°18′W / 69.8°S 121.3°W | —          | —          | جزئي: القطب الجنوبي | [ 16 ] [ 19 ] |
| 2 سبتمبر 2054  | 01:09:34                                | 155        | جزئي  | 0.979   | —                            | 71°42′N 82°18′W / 71.7°N 82.3°W   | —          | —          | جزئي: آسيا، الولايات المتحدة الأمريكية، كندا، جرينلاند                                                                                  | [ 16 ] [ 19 ] |
| 27 يناير 2055  | 17:54:05                                | 122        | جزئي  | 0.693   | —                            | 69°30′N 112°12′W / 69.5°N 112.2°W | —          | —          | جزئي: كندا، الولايات المتحدة الأمريكية، المكسيك، كوبا                                                                                   | [ 16 ] [ 19 ] |
| 24 يوليو 2055  | 09:57:50                                | 127        | كلي   | 1.036   | 3:17                         | 33°18′S 25°48′E / 33.3°S 25.8°E   | 202        | 126        | كلي: جنوب إفريقيا. جزئي: إفريقيا، القطب الجنوبي                                                                                         | [ 16 ] [ 19 ] |
| 16 يناير 2056  | 22:16:45                                | 132        | حلقي  | 0.976   | 2:52                         | 3°54′N 153°30′W / 3.9°N 153.5°W   | 95         | 59         | حلقي: وسط المحيط الهادئ، المكسيك. جزئي: نيوزيلاندا، غرب أمريكا الشمالية                                                                 | [ 16 ] [ 19 ] |
| 12 يوليو 2056  | 20:21:59                                | 137        | حلقي  | 0.988   | 1:26                         | 19°24′N 123°42′W / 19.4°N 123.7°W | 43         | 27         | حلقي: وسط المحيط الهادئ، كولومبيا، إكوادور، بيرو، البرازيل. جزئي: جنوب أمريكا الشمالية، أمريكا الوسطى، شمال أمريكا الجنوبية             | [ 16 ] [ 19 ] |
| 5 يناير 2057   | 09:47:52                                | 142        | كلي   | 1.029   | 2:29                         | 39°12′S 35°12′E / 39.2°S 35.2°E   | 102        | 63         | كلي: جنوب المحيط الاطلنطي، جنوب المحيط الهندي. جزئي: إفريقيا، القطب الجنوبي، أستراليا                                                   | [ 16 ] [ 19 ] |
| 1 يوليو 2057   | 23:40:15                                | 147        | حلقي  | 0.946   | 4:23                         | 71°30′N 176°12′W / 71.5°N 176.2°W | 298        | 185        | حلقي: الصين، منغوليا، روسيا، كندا، الولايات المتحدة الأمريكية. جزئي: آسيا، أمريكا الشمالية                                              | [ 16 ] [ 19 ] |
| 26 ديسمبر 2057 | 01:14:35                                | 152        | كلي   | 1.035   | 1:50                         | 84°54′S 21°48′E / 84.9°S 21.8°E   | 355        | 221        | كلي: القطب الجنوبي. جزئي: أستراليا | [ 16 ] [ 19 ] |
| 22 مايو 2058   | 10:39:25                                | 119        | جزئي  | 0.414   | —                            | 63°30′S 61°06′E / 63.5°S 61.1°E   | —          | —          | جزئي: جنوب إفريقيا، مدغشقر | [ 16 ] [ 19 ] |
| 21 يونيو 2058  | 00:19:35                                | 157        | جزئي  | 0.126   | —                            | 65°54′N 9°54′E / 65.9°N 9.9°E     | —          | —          | جزئي: روسيا، جرينلاند، النورويج، السويد، فنلندا                                                                                         | [ 16 ] [ 19 ] |
| 16 نوفمبر 2058 | 03:23:07                                | 124        | جزئي  | 0.764   | —                            | 62°54′N 174°12′E / 62.9°N 174.2°E | —          | —          | جزئي: روسيا، الصين، منغوليا، اليابان | [ 16 ] [ 19 ] |
| 11 مايو 2059   | 19:22:16                                | 129        | كلي   | 1.024   | 2:23                         | 10°42′S 100°24′W / 10.7°S 100.4°W | 95         | 59         | كلي: وسط المحيط الهادئ، الإكوادور، بيرو، البرازيل جزئي: أمريكا الشمالية والوسطى والجنوبية                                               | [ 16 ] [ 19 ] |
| 5 نوفمبر 2059  | 09:18:15                                | 134        | حلقي  | 0.942   | 7:00                         | 8°42′N 47°06′E / 8.7°N 47.1°E     | 238        | 148        | حلقي: فرنسا، ليبيا، مصر، السودان، إثيوبيا، إريتريا، مالي، إندونيسيا جزئي: إفريقيا، أوروبا، آسيا                                         | [ 16 ] [ 19 ] |

#### عقد 2060
| التاريخ        | توقيت الكسوف حسب التوقيت العالمي المُنسق | دورة ساروس | النوع | المقدار | المدة المركزية (ثانية:دقيقة) | الموقع                            | طول المسار | طول المسار | المنطقة الجغرافية | مراجع         |
| التاريخ        | توقيت الكسوف حسب التوقيت العالمي المُنسق | دورة ساروس | النوع | المقدار | المدة المركزية (ثانية:دقيقة) | الموقع                            | كم         | ميل        | المنطقة الجغرافية | مراجع         |
| -------------- | --------------------------------------- | ---------- | ----- | ------- | ---------------------------- | --------------------------------- | ---------- | ---------- | --- | ------------- |
| 30 أبريل 2060  | 10:10:00                                | 139        | كلي   | 1.066   | 5:15                         | 28°00′N 20°54′E / 28.0°N 20.9°E   | 222        | 138        | كلي: ساحل العاج، غانا، توغو، بنين، نيجيريا، النيجر، تشاد، ليبيا، مصر، تركيا، كازاخستان، روسيا جزئي: إفريقيا، آسيا                        |               |
| 24 أكتوبر 2060 | 09:24:10                                | 144        | حلقي  | 0.928   | 8:06                         | 25°48′S 28°06′E / 25.8°S 28.1°E   | 281        | 175        | حلقي: غينيا، سيراليون، ليبيريا، ساحل العاج، أنغولا، ناميبيا، بوتسوانا، جنوب إفريقيا جزئي: إفريقيا، القطب الجنوبي، أمريكا الجنوبية        |               |
| 20 أبريل 2061  | 02:56:49                                | 149        | كلي   | 1.048   | 2:37                         | 64°30′N 59°12′E / 64.5°N 59.2°E   | 559        | 347        | كلي: شرق أوكرانيا وروسيا وغرب كازاخستان وسفالبارد. جزئي: أوروبا الشرقية وآسيا والشرق الأوسط وأمريكا الشمالية                             | [ 16 ] [ 20 ] |
| 13 أكتوبر 2061 | 10:32:10                                | 154        | حلقي  | 0.947   | 3:41                         | 62°06′S 54°24′W / 62.1°S 54.4°W   | 743        | 462        | حلقي: القطب الجنوبي، الأرجنتين، تشيلي جزئي: أمريكا الجنوبية                                                                              | [ 16 ] [ 20 ] |
| 11 مارس 2062   | 04:26:16                                | 121        | جزئي  | 0.933   | —                            | 61°00′S 147°06′W / 61.0°S 147.1°W | —          | —          | جزئي: القطب الجنوبي، أستراليا، نيوزيلاندا                                                                                                | [ 16 ] [ 20 ] |
| 3 سبتمبر 2062  | 08:54:27                                | 126        | جزئي  | 0.975   | —                            | 61°18′N 150°18′E / 61.3°N 150.3°E | —          | —          | جزئي: جرينلاند، أوروبا، آسيا | [ 16 ] [ 20 ] |
| 28 فبراير 2063 | 07:43:30                                | 131        | حلقي  | 0.929   | 7:41                         | 25°12′S 77°42′E / 25.2°S 77.7°E   | 280        | 170        | حلقي: المحيط الهندي، إندونيسيا، ماليزيا، مينداناو، الفلبين جزئي: إفريقيا، الهند الشرقية، جنوب شرق آسيا، الفلبين، القطب الجنوبي، أستراليا | [ 16 ] [ 20 ] |
| 24 أغسطس 2063  | 01:22:11                                | 136        | كلي   | 1.075   | 5:49                         | 25°36′N 168°24′E / 25.6°N 168.4°E | 252        | 157        | كلي: الصين، منغوليا، اليابان، وسط المحيط الهادئ جزئي: آسيا، وسط المحيط الهادئ                                                            | [ 16 ] [ 20 ] |
| 17 فبراير 2064 | 07:00:23                                | 141        | حلقي  | 0.926   | 8:56                         | 7°00′N 69°42′E / 7.0°N 69.7°E     | 295        | 183        | حلقي: زائير، زامبيا، تنزانيا، الهند، نيبال، بنغلاديش، بوتان، الصين جزئي: إفريقيا، آسيا                                                   | [ 16 ] [ 20 ] |
| 12 أغسطس 2064  | 17:46:06                                | 146        | كلي   | 1.049   | 4:28                         | 10°54′S 96°00′W / 10.9°S 96.0°W   | 184        | 114        | كلي: وسط المحيط الهادئ، تشيلي، الأرجنتين جزئي: أمريكا، القطب الجنوبي                                                                     | [ 16 ] [ 20 ] |
| 5 فبراير 2065  | 09:52:26                                | 151        | جزئي  | 0.912   | —                            | 62°12′N 21°54′W / 62.2°N 21.9°W   | —          | —          | جزئي: أمريكا الشمالية، أوروبا، غرب آسيا                                                                                                  | [ 16 ] [ 20 ] |
| 3 يوليو 2065   | 17:33:52                                | 118        | جزئي  | 0.164   | —                            | 64°48′N 71°54′E / 64.8°N 71.9°E   | —          | —          | جزئي: شمال أوروبا، روسيا | [ 16 ] [ 20 ] |
| 2 أغسطس 2065   | 05:34:17                                | 156        | جزئي  | 0.490   | —                            | 62°42′S 46°30′E / 62.7°S 46.5°E   | —          | —          | جزئي: القطب الجنوبي، جنوب إفريقيا، مدغشقر                                                                                                | [ 16 ] [ 20 ] |
| 27 ديسمبر 2065 | 08:39:56                                | 123        | جزئي  | 0.877   | —                            | 65°24′S 149°12′W / 65.4°S 149.2°W | —          | —          | جزئي: تشيلي، الأرجنتين، القطب الجنوبي، أستراليا                                                                                          | [ 16 ] [ 20 ] |
| 22 يونيو 2066  | 19:25:48                                | 128        | حلقي  | 0.943   | 4:40                         | 70°06′N 96°24′W / 70.1°N 96.4°W   | 309        | 192        | حلقي: روسيا، ألاسكا، كندا جزئي: أمريكا الشمالية، شمال أوروبا، شمال آسيا                                                                  | [ 16 ] [ 20 ] |
| 17 ديسمبر 2066 | 00:23:40                                | 133        | كلي   | 1.042   | 3:14                         | 47°24′S 175°48′E / 47.4°S 175.8°E | 152        | 94         | كلي: أستراليا، نيوزيلاندا، جنوب المحيط الهادئ جزئي: أستراليا، القطب الجنوبي، نيوزيلاندا                                                  | [ 16 ] [ 20 ] |
| 11 يونيو 2067  | 20:42:26                                | 138        | حلقي  | 0.967   | 4:05                         | 21°00′N 130°12′W / 21.0°N 130.2°W | 119        | 74         | حلقي: وسط المحيط الهادئ، إكوادور، بيرو جزئي: أمريكا                                                                                      | [ 16 ] [ 20 ] |
| 6 ديسمبر 2067  | 14:03:43                                | 143        | هجين  | 1.001   | 0:08                         | 6°00′S 32°24′W / 6.0°S 32.4°W     | 4          | 2.5        | هجين: هندوراس، نيكاراغوا، كولومبيا، فنزويلا، غيانا، البرازيل، نيجيريا، الكاميرون، تشاد، السودان جزئي: الأمريكتان، إفريقيا، جنوب أوروبا   | [ 16 ] [ 20 ] |
| 31 مايو 2068   | 03:56:39                                | 148        | كلي   | 1.011   | 1:06                         | 31°00′S 123°12′E / 31.0°S 123.2°E | 63         | 39         | كلي: أستراليا، نيوزيلاندا جزئي: الهند الشرقية، أستراليا، القطب الجنوبي                                                                   | [ 16 ] [ 20 ] |
| 24 نوفمبر 2068 | 21:32:30                                | 153        | جزئي  | 0.911   | —                            | 68°30′N 131°06′W / 68.5°N 131.1°W | —          | —          | جزئي: أمريكا الشمالية، روسيا | [ 16 ] [ 20 ] |
| 21 أبريل 2069  | 10:11:09                                | 120        | جزئي  | 0.899   | —                            | 71°00′N 101°18′W / 71.0°N 101.3°W | —          | —          | جزئي: أوروبا، آسيا، شمال إفريقيا، أمريكا الشمالية                                                                                        | [ 16 ] [ 20 ] |
| 20 مايو 2069   | 17:53:18                                | 158        | جزئي  | 0.088   | —                            | 68°48′S 69°54′W / 68.8°S 69.9°W   | —          | —          | جزئي: أمريكا الجنوبية، القطب الجنوبي | [ 16 ] [ 20 ] |
| 15 أكتوبر 2069 | 04:19:56                                | 125        | جزئي  | 0.530   | —                            | 71°36′S 5°30′W / 71.6°S 5.5°W     | —          | —          | جزئي: القطب الجنوبي | [ 16 ] [ 20 ] |

#### عقد 2070
| التاريخ        | توقيت الكسوف حسب التوقيت العالمي المُنسق | دورة ساروس | النوع | المقدار | المدة المركزية (ثانية:دقيقة) | الموقع                            | طول المسار | طول المسار | المنطقة الجغرافية | مراجع         |
| التاريخ        | توقيت الكسوف حسب التوقيت العالمي المُنسق | دورة ساروس | النوع | المقدار | المدة المركزية (ثانية:دقيقة) | الموقع                            | كم         | ميل        | المنطقة الجغرافية | مراجع         |
| -------------- | --------------------------------------- | ---------- | ----- | ------- | ---------------------------- | --------------------------------- | ---------- | ---------- | --- | ------------- |
| 11 أبريل 2070  | 02:36:09                                | 130        | كلي   | 1.047   | 4:04                         | 29°06′N 135°06′E / 29.1°N 135.1°E | 168        | 104        | كلي: سريلانكا، ميانمار، تايلاند، لاوس، فيتنام، الفلبين جزئي: آسيا، الهند الشرقية، ألاسكا، كندا                            |               |
| 4 أكتوبر 2070  | 07:08:57                                | 135        | حلقي  | 0.973   | 2:44                         | 32°48′S 60°24′E / 32.8°S 60.4°E   | 110        | 68         | حلقي: أنغولا، زامبيا، زيمبابوي، موزمبيق، مدغشقر جزئي: إفريقيا، القطب الجنوبي، أستراليا                                    |               |
| 31 مارس 2071   | 15:01:06                                | 140        | حلقي  | 0.992   | 0:52                         | 16°42′S 37°00′W / 16.7°S 37.0°W   | 31         | 19         | حلقي: تشيلي، الأرجنتين، باراغواي، البرازيل، جمهورية الكونغو، زائير جزئي: أمريكا الجنوبية، إفريقيا، القطب الجنوبي          | [ 16 ] [ 21 ] |
| 23 سبتمبر 2071 | 17:20:28                                | 145        | كلي   | 1.033   | 3:11                         | 14°12′N 76°42′W / 14.2°N 76.7°W   | 116        | 72         | كلي: المكسيك، كولومبيا، فنزويلا، غيانا، سورينام، غويانا الفرنسية، البرازيل جزئي: الأمريكتان، إفريقيا                      | [ 16 ] [ 21 ] |
| 19 مارس 2072   | 20:10:31                                | 150        | جزئي  | 0.720   | —                            | 72°12′S 30°24′W / 72.2°S 30.4°W   | —          | —          | جزئي: القطب الجنوبي، أمريكا الجنوبية                                                                                      | [ 16 ] [ 21 ] |
| 12 سبتمبر 2072 | 08:59:20                                | 155        | كلي   | 1.056   | 3:13                         | 69°48′N 102°00′E / 69.8°N 102.0°E | 732        | 455        | كلي: روسيا جزئي: جرينلاند، أوروبا، آسيا                                                                                   | [ 16 ] [ 21 ] |
| 7 فبراير 2073  | 01:55:59                                | 122        | جزئي  | 0.677   | —                            | 70°30′N 114°54′E / 70.5°N 114.9°E | —          | —          | جزئي: آسيا، ألاسكا | [ 16 ] [ 21 ] |
| 3 أغسطس 2073   | 17:15:23                                | 127        | كلي   | 1.029   | 2:29                         | 43°12′S 89°24′W / 43.2°S 89.4°W   | 206        | 128        | كلي: تشيلي، الأرجنتين جزئي: أمريكا الجنوبية، القطب الجنوبي                                                                | [ 16 ] [ 21 ] |
| 27 يناير 2074  | 06:44:15                                | 132        | حلقي  | 0.980   | 2:21                         | 6°36′N 78°48′E / 6.6°N 78.8°E     | 79         | 49         | حلقي: السودان، إثيوبيا، مالي، سريلانكا، ميانمار، تايلاند، لاوس، فيتنام، الصين، اليابان جزئي: إفريقيا، آسيا، الهند الشرقية | [ 16 ] [ 21 ] |
| 24 يوليو 2074  | 03:10:32                                | 137        | حلقي  | 0.984   | 1:57                         | 12°48′N 133°42′E / 12.8°N 133.7°E | 58         | 36         | حلقي: تايلاند، كمبوديا، فيتنام، الفلبين جزئي: آسيا، الهند الشرقية، أستراليا، نيوزيلاندا                                   | [ 16 ] [ 21 ] |
| 16 يناير 2075  | 18:36:04                                | 142        | كلي   | 1.031   | 2:42                         | 37°12′S 94°06′W / 37.2°S 94.1°W   | 110        | 68         | كلي: تشيلي، الأرجنتين، باراغواي، البرازيل جزئي: نيوزيلاندا، أمريكا الجنوبية، القطب الجنوبي                                | [ 16 ] [ 21 ] |
| 13 يوليو 2075  | 06:05:44                                | 147        | حلقي  | 0.947   | 4:45                         | 63°06′N 95°12′E / 63.1°N 95.2°E   | 262        | 163        | حلقي: جنوب أوروبا، روسيا جزئي: أوروبا، آسيا، إفريقيا، شمال أمريكا الشمالية                                                | [ 16 ] [ 21 ] |
| 6 يناير 2076   | 10:07:27                                | 152        | كلي   | 1.034   | 1:49                         | 87°12′S 173°42′W / 87.2°S 173.7°W | 340        | 210        | كلي: القطب الجنوبي جزئي: أستراليا، أمريكا الجنوبية                                                                        | [ 16 ] [ 21 ] |
| 1 يونيو 2076   | 17:31:22                                | 119        | جزئي  | 0.290   | —                            | 64°24′S 51°12′W / 64.4°S 51.2°W   | —          | —          | جزئي: أمريكا الجنوبية، القطب الجنوبي                                                                                      | [ 16 ] [ 21 ] |
| 1 يوليو 2076   | 06:50:43                                | 157        | جزئي  | 0.275   | —                            | 67°00′N 98°06′W / 67.0°N 98.1°W   | —          | —          | جزئي: روسيا، أمريكا الشمالية                                                                                              | [ 16 ] [ 21 ] |
| 26 نوفمبر 2076 | 11:43:01                                | 124        | جزئي  | 0.731   | —                            | 63°42′N 40°06′E / 63.7°N 40.1°E   | —          | —          | جزئي: إفريقيا، أوروبا، غرب آسيا                                                                                           | [ 16 ] [ 21 ] |
| 22 مايو 2077   | 02:46:05                                | 129        | كلي   | 1.029   | 2:54                         | 13°06′S 148°18′E / 13.1°S 148.3°E | 119        | 74         | كلي: أستراليا جزئي: الهند الشرقية، أستراليا، نيوزيلاندا، القطب الجنوبي                                                    | [ 16 ] [ 21 ] |
| 15 نوفمبر 2077 | 17:07:56                                | 134        | حلقي  | 0.937   | 7:54                         | 7°48′N 70°48′W / 7.8°N 70.8°W     | 262        | 163        | حلقي: الولايات المتحدة، الكاريبي، كولومبيا، فنزويلا، البرازيل، غيانا، سورينام، غيانا الفرنسية جزئي: الأمريكتان            | [ 16 ] [ 21 ] |
| 11 مايو 2078   | 17:56:55                                | 139        | كلي   | 1.070   | 5:40                         | 28°06′N 93°42′W / 28.1°N 93.7°W   | 232        | 144        | كلي: المكسيك، جنوب الولايات المتحدة الأمريكية جزئي: شمال أمريكا                                                           | [ 16 ] [ 21 ] |
| 4 نوفمبر 2078  | 16:55:44                                | 144        | حلقي  | 0.926   | 8:29                         | 27°48′S 83°18′W / 27.8°S 83.3°W   | 287        | 178        | حلقي: تشيلي، الأرجنتين جزئي: أمريكا، القطب الجنوبي                                                                        | [ 16 ] [ 21 ] |
| 1 مايو 2079    | 10:50:13                                | 149        | كلي   | 1.051   | 2:55                         | 66°12′N 46°18′W / 66.2°N 46.3°W   | 406        | 252        | كلي: الولايات المتحدة الأمريكية، كندا، جرينلاند جزئي: غرب أمريكا، أوروبا، إفريقيا، آسيا                                   | [ 16 ] [ 21 ] |
| 24 أكتوبر 2079 | 18:11:21                                | 154        | حلقي  | 0.948   | 3:39                         | 63°24′S 160°36′W / 63.4°S 160.6°W | 495        | 308        | حلقي: القطب الجنوبي، نيوزيلاندا جزئي: أمريكا الجنوبية                                                                     | [ 16 ] [ 21 ] |

#### عقد 2080
| التاريخ        | توقيت الكسوف حسب التوقيت العالمي المُنسق | دورة ساروس | النوع | المقدار | المدة المركزية (ثانية:دقيقة) | الموقع                            | طول المسار | طول المسار | المنطقة الجغرافية | مراجع         |
| التاريخ        | توقيت الكسوف حسب التوقيت العالمي المُنسق | دورة ساروس | النوع | المقدار | المدة المركزية (ثانية:دقيقة) | الموقع                            | كم         | ميل        | المنطقة الجغرافية | مراجع         |
| -------------- | --------------------------------------- | ---------- | ----- | ------- | ---------------------------- | --------------------------------- | ---------- | ---------- | --- | ------------- |
| 21 مارس 2080   | 12:20:15                                | 121        | جزئي  | 0.873   | —                            | 60°54′S 85°54′E / 60.9°S 85.9°E   | —          | —          | جزئي: القطب الجنوبي، إفريقيا |               |
| 13 سبتمبر 2080 | 16:38:09                                | 126        | جزئي  | 0.874   | —                            | 61°06′N 25°48′E / 61.1°N 25.8°E   | —          | —          | جزئي: أمريكا الشمالية، أوروبا، إفريقيا |               |
| 10 مارس 2081   | 15:23:31                                | 131        | حلقي  | 0.930   | 7:36                         | 22°24′S 36°42′W / 22.4°S 36.7°W   | 277        | 172        | حلقي: تشيلي، الأرجنتين، ساحل العاج، غانا، توغو، بنين، نيجيريا، الكاميرون جزئي: أمريكا الجنوبية، إفريقيا، القطب الجنوبي                                                                                            | [ 16 ] [ 22 ] |
| 3 سبتمبر 2081  | 09:07:31                                | 136        | كلي   | 1.072   | 5:33                         | 24°36′N 53°36′E / 24.6°N 53.6°E   | 247        | 153        | كلي: وسط أوروبا، فرنسا، سويسرا، النمسا، سلوفينيا، المجر، كرواتيا، صربيا، رومانيا، اليونان، بلغاريا، تركيا، سوريا، العراق، الكويت، قطر، الإمارات العربية المتحدة، السعودية، سلطنة عمان جزئي: إفريقيا، أوروبا، آسيا | [ 16 ] [ 22 ] |
| 27 فبراير 2082 | 14:47:00                                | 141        | حلقي  | 0.930   | 8:12                         | 9°24′N 47°06′W / 9.4°N 47.1°W     | 277        | 172        | حلقي: بيرو، البرازيل، سورينام، غويانا الفرنسية، البرتغال، إسبانيا، فرنسا، إيطاليا، ألمانيا، النمسا جزئي: أمريكا، أوروبا، إفريقيا                                                                                  | [ 16 ] [ 22 ] |
| 24 أغسطس 2082  | 01:16:21                                | 146        | كلي   | 1.045   | 4:01                         | 10°18′S 151°48′E / 10.3°S 151.8°E | 163        | 101        | كلي: إندونيسيا، غينيا الجديدة، جنوب المحيط الهادئ جزئي: الهند الشرقية، أستراليا، القطب الجنوبي، نيوزيلاندا | [ 16 ] [ 22 ] |
| 16 فبراير 2083 | 18:06:36                                | 151        | جزئي  | 0.943   | —                            | 61°36′N 154°06′W / 61.6°N 154.1°W | —          | —          | جزئي: المكسيك، الولايات المتحدة الأمريكية، كندا | [ 16 ] [ 22 ] |
| 15 يوليو 2083  | 00:14:23                                | 118        | جزئي  | 0.017   | —                            | 64°00′N 37°42′W / 64.0°N 37.7°W   | —          | —          | جزئي: جرينلاند | [ 16 ] [ 22 ] |
| 13 أغسطس 2083  | 12:34:41                                | 156        | جزئي  | 0.615   | —                            | 62°06′S 67°30′W / 62.1°S 67.5°W   | —          | —          | جزئي: أمريكا الجنوبية، القطب الجنوبي | [ 16 ] [ 22 ] |
| 7 يناير 2084   | 17:30:23                                | 123        | جزئي  | 0.872   | —                            | 64°24′S 68°30′E / 64.4°S 68.5°E   | —          | —          | جزئي: القطب الجنوبي، أمريكا الجنوبية | [ 16 ] [ 22 ] |
| 3 يوليو 2084   | 01:50:26                                | 128        | حلقي  | 0.942   | 4:25                         | 75°00′N 169°06′W / 75.0°N 169.1°W | 377        | 234        | حلقي: روسيا، الولايات المتحدة الأمريكية، كندا جزئي: شمال أوروبا، آسيا، أمريكا الشمالية | [ 16 ] [ 22 ] |
| 27 ديسمبر 2084 | 09:13:48                                | 133        | كلي   | 1.040   | 3:04                         | 47°18′S 47°42′E / 47.3°S 47.7°E   | 146        | 91         | كلي: جنوب المحيط الأطلسي والمحيط الهندي جزئي: إفريقيا ، القارة القطبية الجنوبية ، أستراليا | [ 16 ] [ 22 ] |
| 22 يونيو 2085  | 03:21:16                                | 138        | حلقي  | 0.970   | 3:29                         | 26°12′N 131°18′E / 26.2°N 131.3°E | 106        | 66         | حلقي: الهند، ميانمار، الصين، وسط المحيط الهادئ جزئي: آسيا، الهند الشرقية، أستراليا | [ 16 ] [ 22 ] |
| 16 ديسمبر 2085 | 22:37:48                                | 143        | حلقي  | 0.997   | 0:19                         | 7°18′S 160°48′W / 7.3°S 160.8°W   | 10         | 6.2        | حلقي: وسط المحيط الهادئ جزئي: أستراليا، أمريكا الشمالية | [ 16 ] [ 22 ] |
| 11 يونيو 2086  | 11:07:14                                | 148        | كلي   | 1.017   | 1:48                         | 23°12′S 12°30′E / 23.2°S 12.5°E   | 86         | 53         | كلي: ناميبيا، بوتسوانا، جنوب إفريقيا جزئي: أمريكا الجنوبية، إفريقيا | [ 16 ] [ 22 ] |
| 6 ديسمبر 2086  | 05:38:55                                | 153        | جزئي  | 0.927   | —                            | 67°24′N 96°12′E / 67.4°N 96.2°E   | —          | —          | جزئي: آسيا | [ 16 ] [ 22 ] |
| 2 مايو 2087    | 18:04:42                                | 120        | جزئي  | 0.801   | —                            | 70°18′N 127°36′E / 70.3°N 127.6°E | —          | —          | جزئي: شمال أوروبا، شمال آسيا، أمريكا الشمالية | [ 16 ] [ 22 ] |
| 1 يونيو 2087   | 01:27:14                                | 158        | جزئي  | 0.215   | —                            | 67°48′S 165°24′E / 67.8°S 165.4°E | —          | —          | جزئي: نيوزيلاندا | [ 16 ] [ 22 ] |
| 26 أكتوبر 2087 | 11:46:57                                | 125        | جزئي  | 0.470   | —                            | 71°00′S 130°30′W / 71.0°S 130.5°W | —          | —          | جزئي: أمريكا الجنوبية، القطب الجنوبي | [ 16 ] [ 22 ] |
| 21 أبريل 2088  | 10:31:49                                | 130        | كلي   | 1.047   | 3:58                         | 36°00′N 15°06′E / 36.0°N 15.1°E   | 173        | 107        | كلي: موريتانيا، الصحراء الغربية، مالي، الجزائر، تونس، اليونان، تركيا، روسيا، كازاخستان، الصين جزئي: أمريكا الشمالية وإفريقيا وأوروبا وآسيا                                                                        | [ 16 ] [ 22 ] |
| 14 أكتوبر 2088 | 14:48:05                                | 135        | حلقي  | 0.973   | 2:38                         | 39°42′S 56°00′W / 39.7°S 56.0°W   | 115        | 71         | حلقي: تشيلي، الأرجنتين جزئي: أمريكا الجنوبية، القطب الجنوبي، إفريقيا | [ 16 ] [ 22 ] |
| 10 أبريل 2089  | 22:44:42                                | 140        | حلقي  | 0.992   | 0:53                         | 10°12′S 154°48′W / 10.2°S 154.8°W | 30         | 19         | حلقي: أستراليا، وسط المحيط الهادئ جزئي: القطب الجنوبي، أمريكا الشمالية | [ 16 ] [ 22 ] |
| 4 أكتوبر 2089  | 01:15:23                                | 145        | كلي   | 1.033   | 3:14                         | 7°24′N 162°48′E / 7.4°N 162.8°E   | 115        | 71         | كلي: الصين، وسط المحيط الهادئ جزئي: آسيا ، جزر الهند ، أستراليا | [ 16 ] [ 22 ] |

#### عقد 2090
| التاريخ        | توقيت الكسوف حسب التوقيت العالمي المُنسق | دورة ساروس | النوع | المقدار | المدة المركزية (ثانية:دقيقة) | الموقع                            | طول المسار | طول المسار | المنطقة الجغرافية | مراجع         |
| التاريخ        | توقيت الكسوف حسب التوقيت العالمي المُنسق | دورة ساروس | النوع | المقدار | المدة المركزية (ثانية:دقيقة) | الموقع                            | كم         | ميل        | المنطقة الجغرافية | مراجع         |
| -------------- | --------------------------------------- | ---------- | ----- | ------- | ---------------------------- | --------------------------------- | ---------- | ---------- | --- | ------------- |
| 31 مارس 2090   | 03:38:08                                | 150        | جزئي  | 0.784   | —                            | 72°06′S 156°18′W / 72.1°S 156.3°W | —          | —          | جزئي: القطب الجنوبي، أستراليا، نيوزيلاندا                                                                                             |               |
| 23 سبتمبر 2090 | 16:56:36                                | 155        | كلي   | 1.056   | 3:36                         | 60°42′N 40°30′W / 60.7°N 40.5°W   | 463        | 288        | كلي: كندا، جرينلاند، أيرلندا، المملكة المتحدة، فرنسا جزئي: أمريكا الشمالية وأوروبا وإفريقيا وشمال آسيا                                |               |
| 18 فبراير 2091 | 09:54:40                                | 122        | جزئي  | 0.656   | —                            | 71°12′N 17°48′W / 71.2°N 17.8°W   | —          | —          | جزئي: شمال إفريقيا، أوروبا، آسيا | [ 16 ] [ 23 ] |
| 15 أغسطس 2091  | 00:34:43                                | 127        | كلي   | 1.022   | 1:38                         | 55°36′S 150°30′E / 55.6°S 150.5°E | 236        | 147        | كلي: جنوب المحيط المتجمد الجنوبي ، بالقرب من القارة القطبية الجنوبية جزئي: أستراليا، القارة القطبية الجنوبية، نيوزيلندا               | [ 16 ] [ 23 ] |
| 7 فبراير 2092  | 15:10:20                                | 132        | حلقي  | 0.984   | 1:48                         | 9°54′N 48°42′W / 9.9°N 48.7°W     | 62         | 39         | حلقي: بنما ، كولومبيا، فنزويلا، غيانا، المغرب، الجزائر. جزئي: الأمريكتان وأوروبا وإفريقيا                                             | [ 16 ] [ 23 ] |
| 3 أغسطس 2092   | 09:59:33                                | 137        | حلقي  | 0.979   | 2:31                         | 5°36′N 30°18′E / 5.6°N 30.3°E     | 75         | 47         | حلقي: ليبيريا ، ساحل العاج، غانا، توجو، بنين، نيجيريا، الكاميرون، تشاد، جمهورية إفريقيا الوسطى، السودان، كينيا، الصومال جزئي: إفريقيا | [ 16 ] [ 23 ] |
| 27 يناير 2093  | 03:22:16                                | 142        | كلي   | 1.034   | 2:58                         | 34°06′S 136°24′E / 34.1°S 136.4°E | 119        | 74         | كلي: أستراليا جزئي: الهند الشرقية، أستراليا، القطب الجنوبي، نيوزيلاندا                                                                | [ 16 ] [ 23 ] |
| 23 يوليو 2093  | 12:32:04                                | 147        | حلقي  | 0.946   | 5:11                         | 54°36′N 1°18′E / 54.6°N 1.3°E     | 241        | 150        | حلقي: الولايات المتحدة الأمريكية، كندا، وسط أوروبا، تركيا، العراق، إيران، أفغانستان، باكستان جزئي: الأمريكتان، أوروبا، إفريقيا، آسيا  | [ 16 ] [ 23 ] |
| 16 يناير 2094  | 18:59:03                                | 152        | كلي   | 1.034   | 1:51                         | 84°48′S 10°36′W / 84.8°S 10.6°W   | 329        | 204        | كلي: القطب الجنوبي جزئي: أمريكا الجنوبية، القطب الجنوبي، نيوزيلاندا                                                                   | [ 16 ] [ 23 ] |
| 13 يونيو 2094  | 00:22:11                                | 119        | جزئي  | 0.162   | —                            | 65°18′S 163°36′W / 65.3°S 163.6°W | —          | —          | جزئي: جنوب المحيط الجنوبي، بالقرب من القطب الجنوبي                                                                                    | [ 16 ] [ 23 ] |
| 12 يوليو 2094  | 13:24:35                                | 157        | جزئي  | 0.422   | —                            | 68°00′N 152°48′E / 68.0°N 152.8°E | —          | —          | جزئي: أمريكا الشمالية، آسيا | [ 16 ] [ 23 ] |
| 7 ديسمبر 2094  | 20:05:56                                | 124        | جزئي  | 0.705   | —                            | 64°42′N 95°00′W / 64.7°N 95.0°W   | —          | —          | جزئي: أمريكا الشمالية | [ 16 ] [ 23 ] |
| 2 يونيو 2095   | 10:07:40                                | 129        | كلي   | 1.033   | 3:18                         | 16°42′S 37°12′E / 16.7°S 37.2°E   | 145        | 90         | كلي: ناميبيا، جنوب إفريقيا، بوتسوانا، زامبيا، موزمبيق، مدغشقر جزئي: إفريقيا                                                           | [ 16 ] [ 23 ] |
| 27 نوفمبر 2095 | 01:02:57                                | 134        | حلقي  | 0.933   | 8:47                         | 7°12′N 169°48′E / 7.2°N 169.8°E   | 285        | 177        | حلقي: الصين، كوريا، اليابان، وسط المحيط الهادئ جزئي: آسيا، الهند الشرقية، أستراليا                                                    | [ 16 ] [ 23 ] |
| 22 مايو 2096   | 01:37:14                                | 139        | كلي   | 1.074   | 6:07                         | 27°18′N 153°24′E / 27.3°N 153.4°E | 241        | 150        | كلي: إندونيسيا، المحيط الهادئ، الفلبين جزئي: آسيا، الهند الشرقية، أستراليا، أمريكا الشمالية                                           | [ 16 ] [ 23 ] |
| 15 نوفمبر 2096 | 00:36:15                                | 144        | حلقي  | 0.924   | 8:53                         | 29°42′S 163°18′E / 29.7°S 163.3°E | 294        | 183        | حلقي: ماليزيا، إندونيسيا، غينيا الجديدة، أستراليا، نيوزيلاندا جزئي: الهند الشرقية، القطب الجنوبي                                      | [ 16 ] [ 23 ] |
| 11 مايو 2097   | 18:34:31                                | 149        | كلي   | 1.054   | 3:10                         | 67°24′N 149°30′W / 67.4°N 149.5°W | 339        | 211        | كلي: ألاسكا، روسيا جزئي: آسيا، أمريكا الشمالية، شمال أوروبا                                                                           | [ 16 ] [ 23 ] |
| 4 نوفمبر 2097  | 02:01:25                                | 154        | حلقي  | 0.949   | 3:36                         | 65°48′S 86°48′E / 65.8°S 86.8°E   | 411        | 255        | حلقي: القطب الجنوبي جزئي: أستراليا | [ 16 ] [ 23 ] |
| 1 أبريل 2098   | 20:02:31                                | 121        | جزئي  | 0.798   | —                            | 61°00′S 38°06′W / 61.0°S 38.1°W   | —          | —          | جزئي: القطب الجنوبي، أمريكا الجنوبية                                                                                                  | [ 16 ] [ 23 ] |
| 25 سبتمبر 2098 | 00:31:16                                | 126        | جزئي  | 0.787   | —                            | 61°06′N 101°00′W / 61.1°N 101.0°W | —          | —          | جزئي: آسيا، أمريكا الشمالية | [ 16 ] [ 23 ] |
| 24 أكتوبر 2098 | 10:36:11                                | 164        | جزئي  | 0.006   | —                            | 61°48′S 95°30′W / 61.8°S 95.5°W   | —          | —          | جزئي: جنوب المحيط الجنوبي، بالقرب من القطب الجنوبي                                                                                    | [ 16 ] [ 23 ] |
| 21 مارس 2099   | 22:54:32                                | 131        | حلقي  | 0.932   | 7:32                         | 20°00′S 149°00′W / 20.0°S 149.0°W | 275        | 171        | حلقي: وسط المحيط الهادئ جزئي: أستراليا، نيوزيلاندا، القطب الجنوبي، أمريكا الشمالية                                                    | [ 16 ] [ 23 ] |
| 14 سبتمبر 2099 | 16:57:53                                | 136        | كلي   | 1.068   | 5:18                         | 23°24′N 62°48′W / 23.4°N 62.8°W   | 241        | 150        | كلي: كندا، الولايات المتحدة الأمريكية، وسط المحيط الاطلنطي جزئي: الأمريكتان، إفريقيا                                                  | [ 16 ] [ 23 ] |
| 10 مارس 2100   | 22:28:11                                | 141        | حلقي  | 0.934   | 7:29                         | 12°00′N 162°24′W / 12.0°N 162.4°W | 257        | 160        | حلقي: وسط المحيط الهادئ، هاواي، شمال غرب الولايات المتحدة الأمريكية جزئي: أستراليا، أمريكا الشمالية                                   | [ 16 ] [ 23 ] |
| 4 سبتمبر 2100  | 08:49:20                                | 146        | كلي   | 1.040   | 3:32                         | 10°30′S 39°00′E / 10.5°S 39.0°E   | 142        | 88         | كلي: وسط إفريقيا، مدغشقر جزئي: إفريقيا، القطب الجنوبي                                                                                 | [ 16 ] [ 23 ] |